# Анатолій Рибаков (плавець)
Анатолій Рибаков (1 січня 1956) — російський плавець.
Призер Чемпіонату світу з водних видів спорту 1975 року.
Призер Чемпіонату Європи з водних видів спорту 1974 року.